# Halmsjön, Uppland
Halmsjön är en sjö i Sigtuna kommun i Uppland som ingår i Norrströms huvudavrinningsområde. Sjön ligger nära Arlanda flygplats. Sjön är 5,4 meter djup, har en yta på 0,317 kvadratkilometer och befinner sig 23 meter över havet. Vid provfiske har bland annat abborre, gädda, mört och ruda fångats i sjön.
Fiskeförbud infördes i sjön i december 2008 p.g.a. för höga halter perfluoroktansulfonat. Populär badsjö innan Arlandas bana 3 (01R/19L) byggdes. Halmsjön avvattnas via Märstaån som rinner ut i Mälaren vid Steningebadet.
I sjön finns även Sveriges största s.k. kabelpark för wakeboard (TCP - The Cable Park).

## Delavrinningsområde
Halmsjön ingår i delavrinningsområde (661114-161384) som SMHI kallar för Mynnar i Mälaren. Medelhöjden är 27 meter över havet och ytan är 78,71 kvadratkilometer. Det finns inga avrinningsområden uppströms utan avrinningsområdet är högsta punkten. Märstaån som avvattnar avrinningsområdet har biflödesordning 3, vilket innebär att vattnet flödar genom totalt 3 vattendrag innan det når havet efter 49 kilometer. Avrinningsområdet består mestadels av skog (40 procent), öppen mark (20 procent) och jordbruk (26 procent). Avrinningsområdet har 0,43 kvadratkilometer vattenytor vilket ger det en sjöprocent på 0,6 procent. Bebyggelsen i området täcker en yta av 9,27 kvadratkilometer eller 12 procent av avrinningsområdet.

## Fisk
Vid provfiske har följande fisk fångats i sjön:
- Abborre
- Gädda
- Mört
- Ruda
- Öring